# Eleição para governador de Michigan em 1990
A eleição para governador de Michigan em 1990 foi realizada em 6 de novembro de 1990. 
A eleição foi disputada por James Blanchard, que concorreria seu terceiro mandato, e do líder da maioria no senado estadual John Engler. 
Acabou por ser uma das eleições mais apertadas da história, John Engler ganhou com 17.000 votos de vantagem.
John Engler: 1.276.134
James Blanchard:1.258.539